# Dragutin Neumann
Dragutin Neumann (Neuman) (Valpovo, 13. siječnja 1856. – Zagreb, 11. travnja 1911.), hrvatski političar, pravnik, zaslužni djelatnik u kulturi

## Životopis
Rođen u Valpovu 13. siječnja 1856. godine. U Osijeku pohađao gimnaziju. Pravo je završio u Beču. U Osijeku je odvjetnik od 1886. godine. Uskoro napreduje u lokalnoj, potom na državnoj politici. U Osijeku je bio gradski zastupnik i podnačelnik, u dva navrata,  1886–92. i 1906–10. Na prijelazu 19. u 20. stoljeće vodio je oporbu u Osijeku. Bio je blizak stavovima biskupa Josipa Jurja Strossmayera i Neovisne narodne stranke, a 1910. godine obnašao je dužnost predsjednika Sabora. Za zastupnika u Saboru biran je 1899. i 1910. godine. Odigrao ulogu kao posrednik pri uređivanju odnosa između Hrvatsko-srpske koalicije i bana Nikole Tomašića.
Pridonio kulturnom razvitku Osijeka. Obol je dao i u medijskom prostoru. Osnovao je list Narodna obrana. Za hrvatsko je kazalište zaslužan kao suosnivač Kazališnog društva, a hrvatskoj književnosti pomogao je osnivanjem Kluba hrvatskih književnika i umjetnika. Napisao je djelo Zadruga za regulaciju Karašice i Vučice, koje je tiskano u Zagrebu, Tisak Dioničke tiskare, 1899. godine.
Njegova obiteljska vila danas je Galerija likovnih umjetnosti. Na njoj se nalazi spomen-ploča Dragutinu Neumanu.
Umro je u Zagrebu 11. travnja 1911.g. Pokopan je na Gornjogradskom groblju sv. Ane, među Osječanima većinom nazivanim Aninim grobljem.
Zaslužan za mnoga gradska zdanja u Osijeku. Pokopan je nedaleko od druge dvojice osječkih gradonačelnika, Vjekoslava Hengla i Vladimira Malina.  Nadgrobni spomenik je u stilu grčkih hramova, a nalazi se blizu rimokatoličke grobljanske crkve.
Danas u Osijeku postoji ulica Dragutina Neumana.

## Vanjske poveznice
- Biblioteka Instituta Ruđer Bošković  Arhivirana inačica izvorne stranice od 27. veljače 2014. (Wayback Machine) Ostajmer, Branko. Dragutin Neuman – zastupnik u hrvatskom Saboru 1890. – 1892.
- Muzej Slavonije Essekiana - omot naslova knjige Zadruga za regulaciju Karašice i Vučice